# Ryska revolutionen
Ryska revolutionen  är den politiska omvandling som skedde i det Ryska imperiet 1917, inklusive februarirevolutionen och oktoberrevolutionen. Revolutionen i februari innebar att den tsaristiska regeringen störtades, och revolutionen i oktober innebar att det kommunistiska bolsjevikpartiet blev styrande parti, med Lenin och Trotskij i spetsen.
Datumangivelserna för denna period kan vara förvirrande eftersom man i Ryssland fram till 1918 använde sig av den julianska kalendern, till skillnad från den gregorianska kalendern som används idag. Detta är förklaringen till att "Februarirevolutionen" egentligen inträffade i mars och "Oktoberrevolutionen" i november, enligt den nutida kalendern.

## Bakgrund
Ryssland var ett underutvecklat bondeland, med en mycket fattig befolkning i stor nöd, utan demokratiska rättigheter eller möjlighet till utbildning. Riket styrdes enväldigt av tsaren Nikolaj II, vars välde inte bara omfattade det egentliga Ryssland utan även flera andra nationer, bland annat Finland, delar av Polen, de baltiska staterna, Ukraina, länderna i södra Kaukasus och stora delar av Centralasien.
Under 1880-talet spreds Karl Marx lära bland industriarbetare. Den första kända ryska marxisten var Georgij Plechanov som tillsammans med Pavel Axelrod och Vera Zasulitj bildade en rysk marxistisk grupp i Genève 1883. Marxismen började ta fäste i Ryssland i samband med en nationell hungersnöd under tidigt 1890-tal, varefter den ryska marxismen blev splittrad mellan mer teoretiskt lagda marxister (såsom gruppen i Genève) och mer praktiskt lagda marxister. Till den senare gruppen tillhörde Vladimir Lenin, som var en framträdande marxistisk ledare i St Petersburg under 1890-talet. 1898 grundades Rysslands socialdemokratiska arbetareparti.
Många inom partiet menade att Ryssland var tvunget att industrialiseras innan en socialistisk revolution (enligt Marx är det arbetarklassen som är den revolutionära klassen, och denna finns enbart i ett industrialiserat land). Bönder kunde inte vara revolutionärer för att de var bara intresserade av att få land. Socialisterna måste samarbeta med den liberala oppositionen för att kunna störta tsaren och genomföra reformer. 
Men inom det socialdemokratiska partiet fanns en grupp under ledning av Lenin som avvisade allt samarbete med liberalerna.  På socialdemokratiska partiets första partikongress 1903, skedde en splittring skedde mellan Lenin och en grupp ledd av Julij Martov. Martovs grupp kom att kallas mensjevikerna medan Lenins grupp kallades bolsjevikerna.
Redan 1905, efter det ryska nederlaget i rysk-japanska kriget, hade en revolution ägt rum i Ryssland, men även om den på papperet ledde till vissa författningsförändringar och inrättande av ett parlament (duma) så blev förändringarna i praktiken små. När duman sammanträdde 1906 hamnade man genast i konflikt med tsaren och tsaren kunde fortsätta som autokrat.
Första världskriget blev katalysatorn för den ryska revolutionen 1917. Miljoner människor dog av svält, soldaterna led i skyttegravarna. Missnöjet med kriget ledde till politisk oro i landet och oppositionen mot tsar Nikolaj II växte. Efter revolutionen tecknade Ryssland vapenvila med Kejsardömet Tyskland och förlorade stora områden i väst (Baltländer, Finland).

## Februarirevolutionen

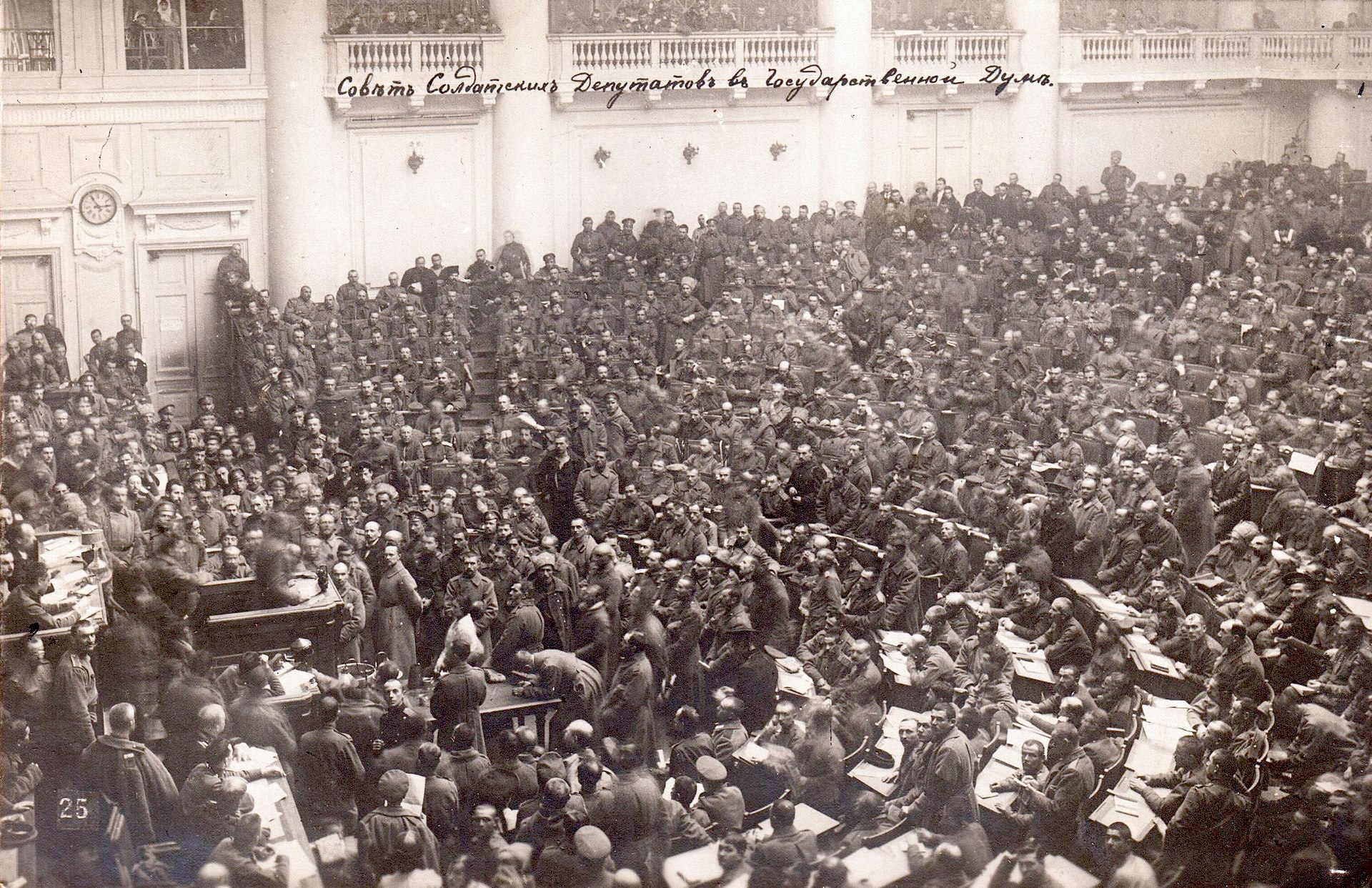
Sovjetiskt massmöte i Petrograd.

Februarirevolutionen inleddes sedan kvinnliga textilarbetare hade gått ut i strejk den 8 mars (enligt den gregorianska kalendern) . Några år senare skulle detta datum antas som den internationella kvinnodagen av Komintern. Demonstrationerna växte och fler och fler arbetare och soldater anslöt sig till protesterna. I och med Februarirevolutionen störtades tsarens envälde och några av ledamöterna i den av tsaren upplösta duman bildade en provisorisk, borgerlig regering, ledd av furst Lvov. Samtidigt bildades överallt i Ryssland de så kallade sovjeterna, arbetar-, bonde- och soldatråden ("sovjet" är det ryska ordet för "råd"). Sovjeter hade första gången uppkommit under revolutionen 1905 och bildades nu efter samma mönster. Syftet var att bygga det nya samhället på denna organisationsform, något som Lenin och Trotskij snabbt satte stopp för då partiet nu tog över makten i råden. Det fanns nu således en dubbelmakt i Ryssland: makten delades mellan den officiella borgerliga regeringen, och de inofficiella sovjeterna, som ännu inte hade någon formell makt, men som eftersträvade den. En nyckelroll hade socialrevolutionären Aleksandr Kerenskij som både var justitieminister i den provisoriska regeringen och vice ordförande i Petrograd-sovjeten.

## Tiden mellan februari- och oktoberrevolutionen
Störtandet av tsarväldet innebar för första gången en omfattande politisk frihet i Ryssland, och de partier som förut hade varit olagliga kunde nu uttrycka sina åsikter utan censur. Detta innebar att tusentals politiska flyktingar kunde återvända från exil. En av dem var Vladimir Lenin, ledaren för bolsjevikpartiet, som anlände till dåvarande huvudstaden Petrograd i april från sin exil i Schweiz. Den provisoriska regeringen fortsatte kriget mot Tyskland, vilket ledde till stora protester i Petrograd. Furst Lvov avgick i juli och Kerenskij tog över som regeringschef. Han valde att intensifiera krigföringen mot Tyskland, med den så kallade Kerenskij-offensiven. 
I juli rådde revolutionär stämning i huvudstaden med hundratusentals demonstrerande arbetare ute på gatorna. Många bolsjeviker menade att tiden var mogen för en ny revolution, men Lenin ansåg, med hänvisning till erfarenheterna från Pariskommunen 1871, att man måste avvakta tills man visste att resten av landet också var moget och redo för revolutionen. Händelserna i juli medförde att många revolutionärer fängslades; dessa kom dock i augusti att släppas ut av regeringen då Petrograd hotades av den tsartrogne general Kornilovs misslyckade kuppförsök.
Motståndet mot kriget radikaliserades alltmer och sovjeternas inflytande ökade i hela landet. I september utropades republik.

## Oktoberrevolutionen

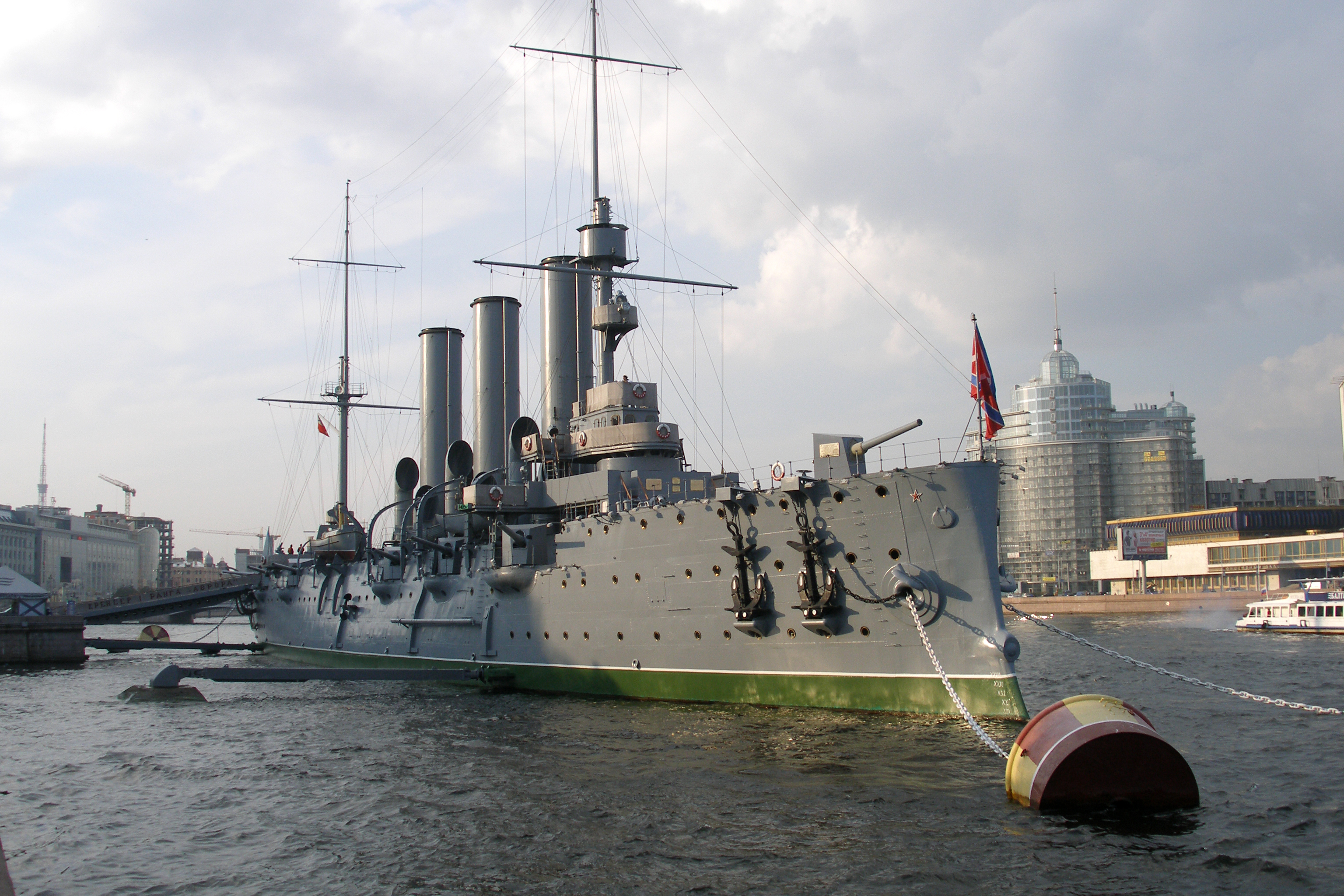
Pansarkryssaren Aurora.

Februarirevolutionen hade orsakats huvudsakligen på grund av de ryska folkets missnöje med kriget och tsaren. Kerenskijs regering fortsatte dock kriget, och missnöjet steg åter. Bolsjevikerna var det enda parti som ville erbjuda omedelbar fred, och Lenins parti förespråkade också att all makt borde övergå till sovjeterna. Fred, jord och bröd!, Ned med den provisoriska regeringen! och All makt åt sovjeterna! blev bolsjevikernas slagord, och under sommaren och hösten växte bolsjevikpartiet från att ha varit en liten och okänd grupp, till att bli ett av Rysslands största partier. 
Kerenskij försökte stoppa bolsjevikernas frammarsch genom att förbjuda bolsjevikpartiet och fängsla Trotskij, men den 7 november (25 oktober enligt den julianska kalendern) 1917 ansåg Lenin att tiden var mogen. De revolutionära soldaterna avfyrade ett skott från pansarkryssaren Aurora, som ekade över staden med budskapet att revolutionen hade börjat, och bolsjevikerna tog makten i Ryssland genom en oblodig kupp.  Det enda väpnade motståndet utgjordes av en liten grupp officerare som tillsammans med Kerenskijregeringen hade förskansat sig i Vinterpalatset.
Den provisoriska regeringen störtades och bolsjevikerna under Lenin tog över ledningen av Ryssland. Bolsjevikerna höll sitt löfte att ta Ryssland ur kriget. I freden i Brest-Litovsk, som slöts med Tyskland 1918, var den nya regeringen emellertid tvungen att avträda en stor del av sina europeiska landområden. 
Oktoberrevolutionen har av vissa, huvudsakligen antikommunistiska, källor kommit att presenteras som en statskupp. Det hänvisas ofta till att bolsjevikerna fick minoritet i valet till sovjeterna inför sammanträdet av arbetar- och soldatdeputerades första kongress (delegaterna omfattade 283 socialistrevolutionärer, 248 mensjeviker, 105 bolsjeviker och 73 partilösa). Dock ägde denna kongress rum i juni 1917, innan den tsartrogne generalen Kornilovs misslyckade kuppförsök i augusti.  
Kuppförsöket vände opinionen i Ryssland märkbart. I slutet av oktober sammanträdde återigen arbetar-, soldat- och bondesovjeternas nationella kongress, och dess politiska sammansättning var nu en annan än fyra månader tidigare; av 650 delegater kontrollerade högermensjevikerna och socialistrevolutionärerna tillsammans mindre än 100. Bolsjevikerna hade, å sin sida, absolut majoritet med omkring 390 delegater, till vilka vänstermensjevikerna och vänstersocialistrevolutionärerna anslöt sig. De resterande delegaterna lämnade kongressen och gick över till den kontrarevolutionära sidan. 

## Inbördeskriget
Oktoberrevolutionen hade genomförts utan större problem, men tiden efter skulle präglas av ett fruktansvärt inbördeskrig, då 19 länder, inklusive USA, Japan, Storbritannien och Frankrike, sände trupper till Ryssland för att stödja den vita kontrarevolutionen i ett försök att störta den kommunistiska regeringen.
Trotskij organiserade och blev ledare för den Röda armén, som framgångsrikt slog tillbaka kontrarevolutionen efter fyra års hårda strider. Under kriget flyttades huvudstaden från Petrograd till Moskva av strategiska skäl. 
Under inbördeskriget avrättades den tidigare tsaren och hans familj av bolsjevikerna. Tsaren hade sedan revolutionen hållits i husarrest och en rättegång mot honom för hans brott mot det ryska folket var planerad. Men oron och kaoset under inbördeskriget ledde istället till att kommunistledaren Sverdlov tog det hastiga beslutet att tsaren skulle skjutas den 17 juli 1918, då vita styrkor närmade sig staden Jekaterinburg och risken fanns att de skulle befria tsaren. Lenin informerades om detta först efter att avrättningen hade ägt rum.

## Världsrevolutionens misslyckande
Den ryska revolutionen 1917 var inte en isolerad händelse. I flera länder i Europa utbröt liknande arbetarrevolutioner i samband med första världskrigets slutskede. Lenin och bolsjevikerna var själva övertygade om att deras revolution i Ryssland skulle misslyckas om den inte spred sig och utvecklades till en kommunistisk världsrevolution. Huvudsakligen trodde man att Tyskland var det land som skulle gå främst i världsrevolutionen.
Mycket riktigt blev det revolution i Tyskland och försök att gripa makten, under ledning av det kommunistiska Spartacusförbundet. Revolutionen slogs ner då revolutionens ledare Rosa Luxemburg och Karl Liebknecht mördades. Socialdemokraterna gick i allians med de borgerliga vilket ledde till att nationalförsamlingen i Weimar 1919 utarbetade en ny, demokratisk författning för Tyskland. Den tyska delstaten Bayern var för en kort tid en sovjetrepublik (Bayerska rådsrepubliken), men kommunisterna avlägsnades sedan från makten där.
Lenin hade beskrivit Kejsardömet Ryssland som ett nationernas fängelse och Finland, som då lydde under tsarväldet, utropade sin självständighet 1917 med bolsjevikernas stöd, men många ryska soldater fanns fortfarande kvar i landet. Ett inbördeskrig utbröt i Finland 1918 mellan röda (socialister) och vita (borgerliga), i vilket de vita utgick som segrare.  
Vid revolutionen i Ungern 1919 upplöstes den dåvarande demokratiska republiken av kommunisten Béla Kun som då bildade den Ungerska rådsrepubliken som varade under perioden 21 mars - 6 augusti, innan den krossades av rumänska ockupationstrupper. Béla Kun väntade på stöd från den ryska Röda armén som aldrig kom.
Även i Sverige rådde 1917 en revolutionär stämning med strejker och massdemonstrationer (jämför Junikravallerna). Det nybildade svenska kommunistpartiet (nuvarande Vänsterpartiet) ökade i medlemsantal, men de flesta arbetarna satte sin tilltro till socialdemokratin som förespråkade en reformistisk övergång till demokratisk parlamentarism i landet, med sociala reformer.
I samband med det polsk-ryska kriget som började som polskt försök att återta sina tidigare gränser, försökte den ryska revolutionledningen att med vapenmakt exportera revolutionen västerut först till Polen, och därefter till Tyskland, Tjeckoslovakien, Ungern och Rumänien, men stoppades av de polska styrkorna. Vid freden i Riga (1921) fastställdes gränserna mellan länderna och revolutionen stannade i fortsättningen inom Rysslands gränser.
Då den världsrevolutionära tendensen stannade av, införde bolsjevikerna NEP ("den nya ekonomiska politiken"), som var en konsolideringsperriod under Lenins sista levnadsår, och innebar en återgång till en viss mån av marknadsekonomi. Regimen hade avsevärda problem att befästa sin position i de olika i ryska regionerna och i icke-ryska republikerna i Sovjetunionen och få livsmedelsproduktionen och industrin att fungera. 

## Kritik
Oktoberrevolutionen har kommit att kallas för en statskupp, eftersom man inte ser det som en folklig resning utan snarare ett maktövertagande från kommunisternas sida, med Lenin och Trotskij i spetsen. Många kommunister anser emellertid att oktoberrevolutionen är urtypen för en folklig resning. Andra kritiker klandrar bolsjevikerna för att ha fråntagit sovjeterna makten och därmed begravt revolutionen. Bolsjevikerna gjorde sig enligt dessa till ett substitut för proletariatet efter inbördeskriget, vilket vissa leninister, och i vart fall trotskisterna, i viss mån medgett inte var så lyckat. 
Trotskistiska Arbetarmakt skriver till exempel: 
"Efter Kronstadtupproret infördes i praktiken ett enpartisystem, eftersom i princip alla icke-bolsjevikiska partier kom att förbjudas då de stödde upproret. Inom bolsjevikpartiet genomfördes ett fraktionsförbud (dock behölls tendensfriheten). Dessa åtgärder stöddes både av Lenin och Trotskij, där Lenin hävdade att under dessa exceptionella omständigheter skulle "proletariatets diktatur... inte fungera utom genom kommunistpartiet" och Trotskij skrev att partiet var "berättigat att hävda sin diktatur även om denna diktatur temporärt kom i konflikt med de övergående stämningarna hos arbetardemokratin". I efterhand kan man vara efterklok och ifrågasätta om dessa steg var riktiga att ta, eftersom de så starkt avvek från marxismens syn på hur en arbetarstat ska organiseras och samtidigt kom att ge en skjuts till den begynnande byråkratiseringen. De var menade som temporära åtgärder, men permanentades under Stalin.  Varken Lenin eller Trotskij var några ofelbara "revolutionära gudar"."
Enligt den antikommunistiske historikern Robert Services redogörelse av utvecklingen under de första åren av kommunistiskt styre, framgår det däremot tydligt att övergången till centralstyrd diktatur och utrensningen av lokala arbetarråd var i högsta grad avsiktlig och planerad.